# Lane Garrison
Lane Edward Garrison (Dallas, Texas, 23 de mayo de 1980) es un actor estadounidense conocido por su papel de Donnie Fenn en Shooter o como David "Tweener" Apolskis en la serie de televisión Prison Break.

## Biografía
Lane Garrison nació en una familia humilde de Dallas, al noreste de Texas. Su rebeldía y la incapacidad para llevarse bien con su madre, le llevó a abandonar su hogar a los 17 años para mudarse a la casa de Joe Simpson, quien era padre y mánager de las estrellas del pop Jessica y Ashlee Simpson.
Ya en 1998 y tras un año viviendo junto a los Simpson, consiguió graduarse en el instituto de educación secundaria J.J. Pearce en Richardson, Texas para dirigirse al cumplir la mayoría de edad a Los Ángeles, California, con la intención de comenzar su carrera como actor. Durante su primer día en Los Ángeles contrató a un representante, quien le consiguió su primer trabajo como actor tras enviarle a un casting para un anuncio de las mochilas Eastpack; gracias a eso, Lane ganó 3.500 dólares que usó para pagar sus servicios a varios profesores de interpretación. Algunos de ellos eran Joseph Reitman, Belita Moreno o Warner Laughlin.
Aunque debutó en el mundo del cine en 1999 con la película 4 Faces, Lane Garrison no consiguió un papel destacable hasta 2005 con su participación en la serie de televisión Prison Break, apareciendo en 17 episodios e interpretando a David "Tweener" Apolskis. Dos años más tarde volvió a saltar a la gran pantalla con la película El tirador, en la que interpreta al cabo Donnie Fenn, quien muere durante una misión clandestina en África mientras hace de observador para el protagonista Bobby Lee Swagger (Mark Wahlberg), un sargento artillero y conocido francotirador del ejército de los Estados Unidos.
Mantuvo una relación de 5 años junto a la cantante y actriz estadounidense Kristin Chenoweth, de quien se separó en 2006.
En 2007 fue condenado por un accidente de tráfico en el que se vio involucrado en 2006 y en el que murió un joven de 17 años. La sentencia dictaminó 40 meses de cárcel (3 años y 4 meses) y una indemnización de 300.000 dólares a la familia del joven fallecido por homicidio involuntario y negligencia grave, tras comprobarse que en el momento del accidente conducía bajo los efectos del alcohol con un índice de más de 0,15% en sangre, también se añadieron los cargos de posesión de drogas y de proporcionarle alcohol a un joven.
En 2009, Lane abandonó la prisión por buen comportamiento e ingresó por su propia voluntad en una clínica de rehabilitación, donde le ayudaron a cesar su consumo habitual de drogas y alcohol.
Cuando Garrison aún continuaba en libertad condicional en 2012, fue arrestado por agredir a su exnovia Ashley Mattingly, quien fue Miss marzo de 2011 en Playboy. Aunque el actor estadounidense negó en todo momento lo ocurrido, las cámaras de seguridad del edificio en el que vivía Ashley, grabaron un forcejeo entre ambos que finalizó con una bofetada por parte del arrestado. Fue obligado a pagar la cantidad de 50.000 dólares.

## Filmografía

### Cine
| Año  | Película                   | Papel                 | Director          |
| ---- | -------------------------- | --------------------- | ----------------- |
| 2021 | 12 Mighty Orphans          | Luther                | Ty Roberts        |
| 2018 | Armed                      | Merc                  |                   |
| 2014 | One Heart                  | Keith Biggers         | Mark Robert Ellis |
| 2014 | Camp X-Ray                 | Cabo 'Randy' Ransdell | Peter Sattler     |
| 2013 | Crime Share                | Kyle                  | Lee Michael Cohn  |
| 2013 | The Devil's in the Details | Trevor                | Waymon Boone      |
| 2008 | Crazy                      | Billy Garland         | Rick Bieber       |
| 2007 | El tirador                 | Donnie Fenn           | Antoine Fuqua     |
| 2004 | Quality of Life            | Heir                  | Benjamin Morgan   |
| 1999 | 4 Faces                    |                       | Ted Post          |

### Televisión
| Año         | Serie                                     | Papel                    | Director          |
| ----------- | ----------------------------------------- | ------------------------ | ----------------- |
| 2015        | Better Call Saul - Temporada 1 Episodio 6 | Troy Hoffman             | Vince Gilligan*   |
| 2014-2015   | The Messengers                            | Ronnie Calder            | Stephen Williams* |
| 2014        | From Dusk Till Dawn                       | Pete                     | Robert Rodriguez* |
| 2013        | Bonnie and Clyde                          | Buck Barrow              | Bruce Beresford   |
| 2011        | El evento                                 | Sleeper Guard            | Jeffrey Reiner*   |
| 2005 - 2007 | Prison Break                              | David "Tweener" Apolskis | Bobby Roth*       |
| 2005        | Night Stalker                             | Craig Boyer              | Daniel Sackheim*  |
| 2003        | Kingpin                                   | Shanky Guy               | Daniel Sackheim*  |

[*] Al haber más de un director, se indica el que más episodios ha dirigido.

### Videojuegos
| Año  | Título        | Función | Director                   |
| ---- | ------------- | ------- | -------------------------- |
| 2013 | Dead Rising 3 | (Voz)   | Tom Keegan George Samilski |